# 本鄉功次郎
本乡功次郎（日语：ほんごう こうじろう，1938年2月15日—2013年2月14日），生于日本冈山县，日本演员。

## 主要作品
- 1961年电影《释迦传》
- 1966年电影《大怪兽决斗 卡美拉对巴鲁刚》
- 1988年NHK大河剧《武田信玄》
- 1988年NHK大河剧《炎立》